# Gone (chanson de Charli XCX et Christine and the Queens)
Pour les articles homonymes, voir Gone.
Singles par Charli XCX
XXXTC
(2019) Flash Pose (en)
(2019)
Singles par Christine and the Queens
Comme si
(2019) People, I've Been Sad (en)
(2020)
Gone est une chanson de Charli XCX et Christine and the Queens sortie le 17 juillet 2019.

## Historique
Charli XCX et Christine and the Queens interprètent Gone sur la scène du festival Primavera Sound de Barcelone le 30 mai 2019. La chanson sort plusieurs semaines plus tard, le 17 juillet 2019. Ce jour-là, elle est diffusée en avant-première dans l'émission d'Annie Mac (en) sur BBC Radio 1. Il s'agit du troisième single issu de Charli, le troisième album studio de Charli XCX.
Les deux artistes se retrouvent le 16 septembre 2019 sur le plateau de l'émission The Tonight Show Starring Jimmy Fallon pour interpréter Gone à la télévision pour la première fois.

## Clip vidéo
Le clip vidéo de Gone sort le même jour que le single, le 17 juillet 2019. Il est réalisé par Colin Solal Cardo avec qui Christine and the Queens avait déjà collaboré pour plusieurs clips, dont celui de la chanson Doesn't Matter.

## Classements hebdomadaires
| Classement (2019)                              | Meilleure position |
| ---------------------------------------------- | ------------------ |
| Belgique (Flandre Ultratip Bubbling Under 100) | 24                 |
| Belgique (Wallonie Ultratip Bubbling Under 50) | 19                 |
| Canada (Digital Songs)                         | 50                 |
| Chine (Airplay/FL)                             | 27                 |
| Écosse (OCC)                                   | 67                 |
| France (SNEP Ventes)                           | 26                 |
| Irlande (IRMA)                                 | 56                 |
| Nouvelle-Zélande (Hot Singles)                 | 10                 |
| Royaume-Uni (UK Singles Chart)                 | 58                 |

## Historique de sortie
| Pays   | Date              | Format                       | Label               | Version                | Réf.   |
| ------ | ----------------- | ---------------------------- | ------------------- | ---------------------- | ------ |
| Divers | 17 juillet 2019   | - streaming - téléchargement | - Asylum - Atlantic | Version originale      |        |
| Divers | 12 septembre 2019 | - streaming - téléchargement | Asylum              | Happy Nina Kraviz Mix  | [ 14 ] |
| Divers | 12 septembre 2019 | - streaming - téléchargement | Asylum              | Devault Remix          | [ 15 ] |
| Divers | 12 septembre 2019 | - streaming - téléchargement | Asylum              | Clarence Clarity Remix | [ 15 ] |
| Divers | 12 septembre 2019 | - streaming - téléchargement | Asylum              | The Wild Remix         | [ 15 ] |